# 正常國家
正常國家，又稱普通國家，政治學術語。一般的主權國家，稱為正常國家。相對於正常國家，那些因為特殊歷史因素，無法享有完整主權、憲政體制與國際外交的國家，被稱為非正常國家。由非正常國家朝向正常國家發展，稱為國家正常化或正常化國家。
臺灣等島嶼目前由中華民國政府統治，但聯合國視臺灣列島為中華人民共和國的領土，許多政府機構、國際商業組織和非政府組織也使用聯合國的定義，因此與中華民國政府沒有建立正式的關係。除複雜的領土爭議之外，中華民國政府曾在蔣介石時代發布的戒嚴為當時的臺灣人民造成了極大的傷害，如今已民主化的中華民國政府，則面臨來自中國共產黨領導的中華人民共和國武力威脅。在以上種種複雜的歷史因素影響下，臺灣人對自身國家的認同相當複雜，故常有國家正常化的呼聲。

## 中華民國與台灣之爭
臺灣獨立運動支持者認為，在中華民國的統治下，台灣還不是個獨立的正常國家，主張结束现行中華民國憲政体制，公開宣布台灣獨立建國。
還有一些台獨支持者認為，臺灣現今实际上已經是個主权獨立的國家，但是仍只是個「非正常國家」（目前台灣國名叫中華民國，政权来自中國大陸，法理上仍属中国），因此主張透過推動正名、制定新憲法、以「台灣」名义加入聯合國等方式，使台灣成為正常國家，如民主進步黨的〈臺灣前途決議文〉和〈正常國家決議文〉就是抱持國家正常化的立場。前中華民國總統李登輝也是這個路線的主要支持者之一。
2007年3月6日，針對時任中華民國總統陳水扁「四要一沒有」言論的相關問題，前總統李登輝說，台灣已經是獨立的國家，現在講台灣獨立會引起國際社會誤解，不如朝向「台灣是主權獨立的國家」的共識努力，才能讓台灣成為正常的國家。
2021年9月26日，前民進黨立法委員林濁水批評，民進黨除了台灣意識與台獨以外，中心思想是搖擺的，純靠台灣意識和國內外大環境獨利民進黨、不利中國國民黨而取勝，這不是正常國家、正常政黨。

### 不同意的觀點

#### 許慶雄的觀點
淡江大學教授、獨派憲法學者許慶雄於2006年著文認為，臺灣獨立運動支持者的主流意見認為臺灣只是個「非正常國家」，這是受到日本右翼份子的影響，「台灣近來出現許多奇怪的獨立建國理論，不論是908建國、正名制憲建國、甚至有人說台灣屬於美國一部分等等，這些種種理論，都只是希望能夠『輕鬆快樂、偷偷摸摸來建國』，是一種『撿便宜』的心態，不是個應該有的行為」。
許慶雄在2008年撰文表示，如果認為台灣可以在國際社會都不知道的情況下偷偷宣布獨立建國，那就違背國際法法理，因為國家不可能在神不知鬼不覺之中完成獨立建國；「台灣已經成為獨立國家，但全世界都不知道，只有台灣人民自己知道」，這是不可能的；「國家必須具備領域、人民、政府等要素；但像中華民國台灣這樣支配某些地域、人民且有政府的組織型態，卻不一定是國家。即使具備成為國家的要素，如果沒有『意志』建國、積極主動持續向國際社會『宣布獨立』（Declaration of Independence）以表明建國的決心，就不可能成為主權國家。」

#### 統派的觀點
2013年6月，王曉波創辦的統派政論月刊《海峽評論》諷刺：
| “ | 台獨不是一向標榜「台灣人有志氣」嗎？台獨不是追求什麼台灣「獨立」嗎？請問台獨們：日本是否「主權恢復」或是否「正常國家」，干台灣人什麼事？有志氣的台灣人，如有追求台灣獨立者，則赴湯蹈火、頭顱點地在所不辭，不成功便成仁是也；能這樣，這也還算差不多。但如只知「恭賀」「殖民母國」，可憐兮兮地哀求「母國日本有責任與義務幫助台灣爭取『主權』地位」，如此的搖尾乞憐，一點「獨立」的骨氣都沒有。…… ……至於台灣與釣魚台，你們的主張欲求成立，首先須兩千三百萬台灣人同意，首先也須大陸13億同胞同意、或中國人民解放軍答應！多言何益？你們揣摩一下，你們愚昧謬妄的狂想行得通嗎？ | ” |